# Sei Nazioni 2008
Il Sei Nazioni 2008 (in inglese 2008 Six Nations Championship; in francese Tournoi des Six Nations 2008; in gallese Pencampwriaeth y Chwe Gwlad 2008) fu la 9ª edizione del torneo annuale di rugby a 15 tra le squadre nazionali di Francia, Galles, Inghilterra, Irlanda, Italia e Scozia, nonché la 114ª in assoluto considerando anche le edizioni dell'Home Nations Championship e del Cinque Nazioni.
Noto per motivi di sponsorizzazione come 2008 RBS Six Nations Championship a seguito di accordo di partnership commerciale con la Royal Bank of Scotland, si tenne dal 2 febbraio al 15 marzo 2008.
Vittoria finale in grande stile per il Galles, al suo trentacinquesimo titolo corredato dal Grande Slam: i Dragoni concessero due sole mete in tutto il torneo, una all'inglese Toby Flood e l'altra all'italiano Martín Castrogiovanni e appaiarono l'Inghilterra, ferma a 35 successi, in testa al palmarès della competizione.
L'Italia evitò il whitewash battendo la Scozia nell'ultima giornata allo stadio Flaminio grazie a un drop di Andrea Marcato a tempo scaduto, ma finì ultima per differenza punti rispetto agli avversari sconfitti.
Il gallese Shane Williams fu il miglior giocatore di tale edizione, mentre l'inglese Jonny Wilkinson divenne il miglior realizzatore della storia del torneo con 479 punti, primato poi superato da Ronan O'Gara.
Il valore delle marcature, come stabilito dall’IRFB nel 1992, era: 5 punti per ciascuna meta (7 se trasformata), 3 punti per la realizzazione di ciascun calcio piazzato, idem per il drop.

## Nazionali partecipanti e sedi
| Squadra     | Città       | Impianto interno   |
| ----------- | ----------- | ------------------ |
| Francia     | Saint-Denis | Stade de France    |
| Galles      | Cardiff     | Millennium Stadium |
| Inghilterra | Londra      | Twickenham         |
| Irlanda     | Dublino     | Croke Park         |
| Italia      | Roma        | Stadio Flaminio    |
| Scozia      | Edimburgo   | Murrayfield        |

## Risultati

### 1ª giornata
| Arbitro: | Jonathan Kaplan |

|                      |      |                        |
| Dempsey 18’          | mt   | 60’ Castrogiovanni     |
| O’Gara 18’           | tr   |                        |
| O’Gara 12’, 57’, 66’ | c.p. | 38’, 70’ D. Bortolussi |

| Arbitro: | Craig Joubert |

|                        |      |                           |
| Flood 23’              | mt   | 67’ Byrne 70’ M. Phillips |
| Wilkinson 23’          | tr   | 67’, 70’ Hook             |
| Wilkinson 1’, 11’, 45’ | c.p. | 4’, 34’, 57’, 63’ Hook    |
| Wilkinson 17’          | drop |                           |

| Arbitro: | Alain Rolland |

|           |      |                               |
|           | mt   | 12’, 65’ Clerc 23’ Malzieu    |
|           | tr   | 12’, 23’ Élissalde 65’ Skrela |
| Parks 30’ | c.p. | 18’, 55’ Traille              |
| Parks 4’  | drop |                               |

### 2ª giornata
| Arbitro: | Bryce Lawrence |

|                               |      |                                  |
| S. Williams 13’, 68’ Hook 46’ | mt   |                                  |
| Hook 13’, 46’ S. Jones 68’    | tr   |                                  |
| Hook 28’ S. Jones 63’, 71’    | c.p. | 10’, 32’, 42’, 50’, 55’ Paterson |

| Arbitro: | Nigel Owens |

|                                 |      |                            |
| Clerc 14’, 18’, 35’ Heymans 48’ | mt   | 55’ tecnica 59’ D. Wallace |
| Élissalde 14’, 35’, 48’         | tr   | 55’ O’Gara                 |
|                                 | c.p. | 17’, 28’, 74’ O’Gara       |

| Arbitro: | Alain Rolland |

|                                 |      |                         |
| Picone 76’                      | mt   | 3’ Sackey 15’ Flood     |
| D. Bortolussi 76’               | tr   | 3’, 15’ Wilkinson       |
| D. Bortolussi 5’, 11’, 44’, 54’ | c.p. | 31’, 37’, 57’ Wilkinson |

### 3ª giornata
| Arbitro: | Dave Pearson |

|                                                  |      |                    |
| Byrne 28’, 68’ Shanklin 42’ S. Williams 57’, 74’ | mt   | 12’ Castrogiovanni |
| S. Jones 28’, 42’, 57’ Hook 68’, 74’             | tr   |                    |
| S. Jones 4’, 11’, 47’, 50’                       | c.p. | 40+2’ Marcato      |

| Arbitro: | Christophe Berdos |

|                                                    |      |                   |
| D. Wallace 22’ Kearney 26’ Horan 41’ Bowe 62’, 79’ | mt   | 53’ Webster       |
| O’Gara 22’, 26’, 62’                               | tr   | 53’ Paterson      |
| O’Gara 50’                                         | c.p. | 24’, 31’ Paterson |

| Arbitro: | Steve Walsh |

|                           |      |                            |
| Nallet 24’                | mt   | 5’ Sackey 79’ Wigglesworth |
| Traille 24’               | tr   | 5’ Wilkinson               |
| Parra 49’ D. Yachvili 74’ | c.p. | 14’, 29’, 68’ Wilkinson    |
|                           | drop | 64’ Wilkinson              |

### 4ª giornata
| Arbitro: | Wayne Barnes |

|                          |      |                            |
|                          | mt   | 51’ S. Williams            |
|                          | tr   | 51’ S. Jones               |
| O'Gara 5’, 19’, 62’, 68’ | c.p. | 26’, 46’ S. Jones 76’ Hook |

| Arbitro: | Jonathan Kaplan |

|                                        |      |                         |
| Paterson 9’, 31’, 40+2’, 41’ Parks 48’ | c.p. | 27’, 50’, 53’ Wilkinson |

| Arbitro: | Alan Lewis |

|                                    |      |                    |
| Floch 13’ Jauzion 53’ Rougerie 66’ | mt   | 58’ Castrogiovanni |
| D. Yachvili 14’, 54’               | tr   | 58’ Marcato        |
| D. Yachvili 27’, 37’               | c.p. | 18’, 31’ Marcato   |

### 5ª giornata
| Arbitro: | Nigel Owens |

|                        |      |                        |
| tecnica 13’ Canale 59’ | mt   | 21’ Hogg 40’ M. Blair  |
| Marcato 13’, 59’       | tr   | 21’, 40’ Paterson      |
| Marcato 36’, 68’       | c.p. | 25’ Parks 72’ Paterson |
| Marcato 80’            | drop |                        |

| Arbitro: | Stuart Dickinson |

|                                 |      |            |
| Sackey 19’ M. Tait 57’ Noon 69’ | mt   | 4’ Kearney |
| Cipriani 19’, 57’, 69’          | tr   | 4’ O’Gara  |
| Cipriani 12’, 30’, 44’, 73’     | c.p. | 7’ O’Gara  |

| Arbitro: | Marius Jonker |

|                                     |      |                                         |
| S. Williams 60’ M. Williams 77’     | mt   |                                         |
| S. Jones 61’, 78’                   | tr   |                                         |
| Hook 5’, 18’, 21’ S. Jones 63’, 74’ | c.p. | 19’, 39’, 46’ Élissalde 69’ D. Yachvili |

## Classifica
| Pos | Squadra     | G | V | N | P | PF  | PS  | DP  | Pt |
| --- | ----------- | - | - | - | - | --- | --- | --- | -- |
| 1   | Galles      | 5 | 5 | 0 | 0 | 148 | 66  | +82 | 10 |
| 2   | Inghilterra | 5 | 3 | 0 | 2 | 108 | 83  | +25 | 6  |
| 3   | Francia     | 5 | 3 | 0 | 2 | 103 | 93  | +10 | 6  |
| 4   | Irlanda     | 5 | 2 | 0 | 3 | 93  | 99  | −6  | 4  |
| 5   | Scozia      | 5 | 1 | 0 | 4 | 69  | 123 | −54 | 2  |
| 6   | Italia      | 5 | 1 | 0 | 4 | 74  | 131 | −57 | 2  |